# عرض المنزل (مصارعة)

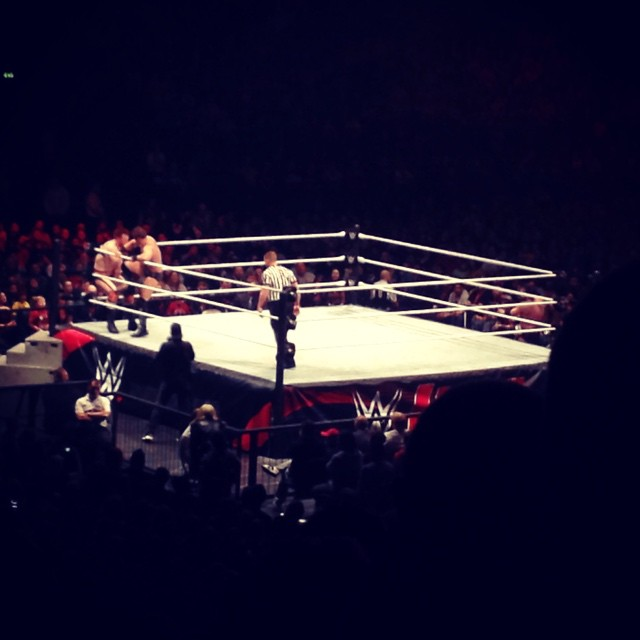

تعد عروض المنزل أو الحدث المباشر أو العروض المحلية عروض مصارعة محترفة يتم أنتجها الترويج لها من عن قبل أتحادات المصارعة المختلفة بحيث لا يتم بثها على التلفزيون، على الرغم من أنه يمكن تسجيلها لتبث بشكل لاحق. تستخدم أتحادات المصارعة عروض المنزل بشكل أساسي للاستفادة من التعرض الذي يتلقاه الأداريين ومصارعوهم خلال الأحداث التي يتم بثها عبر التلفزيون، وكذلك لاختبار ردود الفعل على المباريات والمصارعين والحيل التي يتم بثها وتجهيزها للبرامج التليفزيونية الرئيسية.
و غالبًا ما تُستخدم عروض المنازل للترويج للأحداث التلفزيونية التي يتم بثها في المستقبل، خاصةً عروض الدفع لكل مشاهدة (PPV)، وتعرض بعد ذلك المباريات بين المصارعين الذين من المقرر أن يصارعوا في مباراة في أحداث الدفع لكل عرض. هذا يتيح لهم أختبار لأسلوب بعضهم البعض واختبار أجزاء معينة من المباريات المخطط لها الدفع لكل عرض.
من الخمسينيات إلى أواخر الثمانينيات، حدثت معظم المباريات الرئيسية وتغييرات الألقاب في العروض المنزل، ويرجع ذلك إلى حد كبير إلى أرتفاع تكاليف إنتاج البرنامج التلفزيونية في ذلك الوقت، بالإضافة إلى الافتقار إلى تكنولوجيا الأكثر حداثة مما يجعل من الصعب تسجيل برنامج تلفزيوني. وتم تسجيل البرامج التلفزيونية في استوديوهات صغيرة، وظهرت مباريات الاسكواش، و مباريات الجري، والملل التي تدور حولها الخلافات لتسويتها في برنامج عروض المنزل. تم بث بعض هذه المباريات الكبيرة في وقت لاحق، وغالبًا ما تم تحديدها «لفترة تلفزيونية متبقية»، والتي عادةً ما تنفد عند انتهاء المباراة، والتي ييندم المشجعون على تفويتها لذلك يضطرون لشراء تذاكر للعرض التالي.و لقد تغير هذا الفكر في التسعينيات حيث تغيرت صيغة البرامج التلفزيونية تمامًا بحلول ذلك الوقت، ويعزى ذلك إلى حد كبير إلى ظهور عروضي الرو و نايترو الجديدين في ذلك الوقت والذي غير طريقة تسجيل البرامج التلفزيونية وثبت نجاحها الكبير لكل من WWF و WCW ، على التوالي.
تشبه عروض المنزل المباريات المظلمة مع كونها أحداث غير متلفزة. والفرق الوحيد هو أن المباريات المظلمة هي مباريات غير متلفزة في البرامج التلفزيونية التي تم بثها بالفعل.
و غالبًا ما يتم تصميم عروض المنزل لجعل المصارعين المحبوبين للفوز بمعظم المباريات، إلى حد كبير لإرسال الجماهير إلى المنزل سعيدة. رغم ذلك، إذا دافع الكعب عن اللقب، فقد يفوز المصارع المحبوب بالإقصاء إذا كان هذا هو الحال.

## الإنتاج
و نظرًا لأن عروض المنزل غير متلفزة، فإن أتحادات المصارعة لا تقوم عادةً بتجهيز مدخل مخصص لها أو أستخدام الألعاب النارية المستخدمة لنظرائهم في التلفزيون. وفي الماضي، كانت عروض WWE المنزل يتألف أساسًا من حلبة وإضاءة أساسية وجمهور. وفي أواخر عام 2011، استثمرت شركة WWE 1.5 مليون دولار أمريكي في تحسينات الإنتاج، والتي شملت ثلاث مراحل مدخل بإضاءة ليد (واحدة لـ رو ، واحدة لـ سماكدون وواحدة احتياطية)  تتميز بمدخل مخصص وشاشة لعرض فيديو. كما بدأوا في استخدام معدات الوسائط المتعددة في الساحة لتشغيل أغنية دخول المصارع وأشرطة الفيديو الترويجية. 
و نظرًا لأن عروض المنزل غير متلفزة، تحدث أشياء مثيرة للجدل في بعض الأحيان أثناءها (على الرغم من أن هذا أمر نادر الحدوث) وهذا قد لا يحدث في البرنامج تلفزيوني. على سبيل المثال، في مايو 1996، حدث "كورتينج كول" الذي أقيم في قاعة MSG ، والذي كان أيضًا مثالًا نادرًا للتدخل وفي أحد عروض المنزل المسجلة في Madison Square Garden . في نفس العرض، خسر فريق بوديدوناز بطولة الفرق أمام فريق ذا جودوينز.
و مع ظهور شبكة WWE ، قامت WWE بنقل أجزاء من ما يُعتبر غير ذلك من عروضها المنزلية كعروض خاصة لمدة ساعة على الخدمة، مثل Starrcade - حدث يشارك الاسم مع الدفع الرئيسي للعرض في WCW (الذي تم تملك أصوله بواسطة WWE)، و الفصل الأخير لفريق الدرع - وهو العرض الاخير الذي ظهر به دين أمبروز مع WWE فريق الدرع قبل رحيله من الأتحاد وأنضمامه لأتحاد أول ايليت ريسلينج. 

## تغير الالقاب
تحاول معظم أتحادات المصارعة المختلفة الرئيسية تطوير زواياها فقط خلال العروض المتلفزة، ونادراً ما تحجز تطوراً كبيراً (مثل تغيير أحد القابها) في عروض المنزل. إلا إذا كان هناك تغيير في اللقب، فعادة ما يتغير اللقب خلال نفس العرض أو في عرض آخر في الحلقة يتم تسجيلها قبل حدث تلفزيوني آخر. ولا يتم ذكر هذه التغييرات عادةً على شاشات التلفزيون وتحدث بشكل متكرر أثناء الجولات في المناطق التي نادراً ما تسجل فيها برامج أو تبث فيها.

### اتحاد المصارعة العالمي / الترفيهي / دبليو دبليو أي

#### لقب الاتحاد
حتى لقب الاتحاد الذي يعد هو اللقب الكبير في المنظمة لم يسلم من التغير في عروض المنزل ولقد حدث هذا عدة مرات نسبيًا، واحدي هذه الاحداث البارزة هو فوز ديزل ببطولة WWF التي كانت آنذاك ملكاً لـبوب باكلند في عام 1994 في حدث مباشر في قاعة Madison Square Garden

#### لقب القارات
و في 17 يناير 1992، فاز مونت على بريت هارت في سبرينغفيلد، ماساتشوستس بطولة القارات. والسبب في ذلك هو أن هارت كان يمر بمفاوضات العقد. لقد خسر اللقب بعد يومين أمام رودي بايبر عام 1992 في عرض رويال رامبل.
و فاز شون مايكلز بلقب القارات للمرة الثانية في ألباني، نيويورك حيث هزم البطل مارتي جانيتي بمساعدة حارسه الشخصي الأول في ديزل في عرض منزل بتاريخ 6 يونيو 1993.
و في 19 مايو 1995، فاز رازور رامون على جيف جاريت في مباراة سلم في مونتريال فورم للفوز ببطولة القارات. ثم هزم جاريت رامون لاستعادة الحزام في مباراة منتظمة بعد يومين في 21 مايو، في عرض منزل اقيم في تروا ريفيير، كيبيك. على الرغم من أنه لم يتم تسجيل أي من مطابقات العرض هذه، إلا أن تغييرات اللقب لم يتم الاعتراف بها رسميًا بواسطة WWE على موقعها على الويب. في ليلة الاثنين الخام بعد مباراة ليلة الأحد في Trois-Rivieres ، أبلغ فينس مكمان الجمهور بالتغيير اللقب منذ نهاية الأسبوع، وتم الرجوع إليها عدة مرات في الأسابيع التي تلت ذلك بث عروض WWF التلفزيونية عندما ظهر جاريت على شاشة التلفزيون مع البطولة حزام.
و يمكن أن تحدث تغييرات للقب ما في عرض المنزل لاختبار رد فعل الفوز أو «معاملة خاصة» لجمهور معين. تم منح إيدج أول فوز له في بطولة إنتركونتيننتال ضد جيف جاريت في تورونتو   لإثارة المشجعين في مسقط رأس إيدج.  كالمعتاد، خسر الحزام لصالح جاريت في المساء التالي في عرض Fully Loaded.
في 10 أغسطس، 2003 في دي موين ، أيوا، هزم كريستيان بوكر تي للفوز ببطولة القارات لأن بوكر عانى من إصابة. 

#### لقب الفرق / العالم للفرق
من الأمثلة على ذلك هزيمة لا ريسينتانس على وليام ريجال وجوناثان كوتشمان (بديل يوجين) للفوز ببطولة العالم الفرق في 16 يناير 2005 في وينيبيغ ، مانيتوبا.
و بعد ذلك بعامين، في عرض منزل اقيم في مدينة كيب تاون بجنوب إفريقيا في 5 سبتمبر 2007، هزم بول لندن وبريان كيندريك فريق لانس كيد و تريفور موردوخ ليفوزا ببطولة الفرق، لكنهما خسرا الألقاب مرة أخرى لصالح كيد ومردوخ بعد ثلاثة أيام فقط من عرض منزل آخر في تلك الجولة بجنوب إفريقيا.
و تغيرت بطولة الفرق مرة أخرى في عرض منزل في 13 ديسمبر 2008 اقيم في هاميلتون، أونتاريو، كندا، عندما هزم جون موريسون وميز ميز فريق سي إم بانك وكوفي كينجستون.
و في 15 يناير 2012 تغير لقب الدبليو دبليو أي للفرق حيث خسر فريق Air Boom (إيفان بورن وكوفي كينجستون) ألقاب الفرق لصالح بريمو وإبيكو (بسبب تثبيت إيفان بورن) في عرض منزل اقيم في أوكلاند، كاليفورنيا.

#### لقب الولايات المتحدة
في 7 يوليو 2017، هزم ايه جي ستايلز كيفن أوينز للفوز ببطولة الولايات المتحدة في عرض منزل اقيم في Madison Square Garden .

#### لقب الكروزواي
تحدث تغييرات اللقب في عروض المنزل بشكل شائع عند الترويج للأتحاد للعلامات التجارية في الخارج. على سبيل المثال، فاز نونزيو ببطولة الكروزواي من جراريرا في روما في 15 نوفمبر 2005.

#### لقب النساء
وفي أحد عروض النزل التي اقيمت في فرنسا بتاريخ 24 أبريل 2007 هزمت ميكي جيمس فيكتوريا للفوز بلقب ميلينا بطولة WWE للنساء في مباراة التهديد الثلاثي. بعد مباراتين، كان لدى ميلينا مباراة واحدة مع جيمس وقامت بتثبيتها لاستعادة اللقب بعد ذلك. في موقع الاتحاد على الإنترنت، اعترفت WWE على كل من تغيير اللقب، مما جعل جيمس بطلة للسيدات ثلاث مرات وميلينا بطلة للسيدات مرتين.

#### لقب الهاردكور
نظرًا لقاعدة 24/7 ، غيرت بطولة الهاردكور حوالي 128 مرة في عروض المنزل، وتمثل أكثر من نصف مجموع فتراتها التي تصل إلي 240 فترة.

#### لقب 24/7
في جولة استعراضية دولية، بالإضافة إلى توقف في هونولولو، هاواي في سبتمبر 2019، هزم كل من اي سي ثري وار تروث بعضهم ثلاث مرات للفوز ببطولة 24/7 ، وهو اللقب الذي يحمل نفس قاعدة 24/7 الخاصة ببطولة الهاردكور.

#### لقب ان اكس تي
في 21 أبريل، 2016، فاز ساموا جو على فين بالور للفوز بـبطولة NXT في حدث مباشر في لوويل، ماساتشوستس.
في 3 ديسمبر 2016، هزم شينسكي ناكامورا ساموا جو للفوز ببطولة NXT في حدث مباشر في أوساكا، اليابان.

### بطولة العالم للمصارعة

#### بطولة العالم للتلفزيون
قام كل من بوكرتي وكريس بينوا بهزم بعضهما بشكل متكرر للفوز ببطولة WCW World Television Championship بشكل متكرر في العديد من عروض المنزل، مع حصول بوكرتي (البطل الرسمي) دائمًا على لقب التلفاز في الوقت المناسب قبيل عروض النيترو.

#### بطولة أمريكا
فاز تيري فونك مرة على لانس ستورم للفوز ببطولة الولايات المتحدة للوزن الثقيل في مدينة أماريلو بولاية تكساس؛ ظل هذا التغيير في اللقب غير معروف حتى اشتري الاتحاد العالمي للمصارعة WCW في عام 2001.

### توتال نون ستوب أكشن

#### اللقب الدولي
في 27 يناير 2010 في كارديف، ويلز هزم روب تيري إريك يونج للفوز ببطولة TNA العالمية.

#### لقب الاكس دفجن
في سبتمبر 2010، تغيرت بطولة TNA X Division مرتين في عروض المنزل، عندما هزم اميزنج رد لأول مرة جاي ليثال في أحد عروض المنزل في مسقط رأسه في مدينة نيويورك في 23 سبتمبر للفوز باللقب وبعد ذلك بيومين استعادته ليثل في عرض منزل اقيم في راهواي ، نيو جيرسي، بالقرب من مسقط رأسه إليزابيث ، نيو جيرسي. 

#### لقب الفرق
في 5 أكتوبر 2005 في سبرينغفيلد ، تينيسي تم تجريد فريق ذا ناتشورالز (تشيس ستيفنز وآندي دوغلاس) من بطولة الفرق ‏ بعد مباراة ضد كاسيدي رايلي وإريك يونغ
في 23 فبراير 2014، في مورجانتاون ، فيرجينيا الغربية، هزمت فريق الذئاب (إدي إدواردز وديفي ريتشاردز) فريق ذا برومينز (روبي إي وجيسي جوديرز) للفوز ببطولة الفرق للمرة الأولى.

## كأستعارة
في عام 2019، دافع شون مايكلز عن اعتزاله لمرة واحدة في عرض جوهرة التاج في المملكة العربية السعودية لعام 2018 (حيث إعادة لم شمل فريق D-Generation X للمشاركة في مباراة فريق بطاقة ضد إخوة الدمار) على الرغم من تقاعده، ووصف الحدث كونه «عرض منزل تمجيدي» أي لم يكن بنفس أهمية ريسلمنيا أو «العودة التي يستحقها الفتي المحطم للقلوب». حيث تم استخدام العبارة أيضًا من قبل الآخرين لوصف أحداث WWE في المملكة العربية السعودية. 